# Pałac Kardynalia
Pałac Kardynalia – niezachowany pałac w Wilnie, znajdujący się na rogu ulicy Zamkowej i Świętojańskiej, tuż przy uniwersyteckim kościele św. Jana Chrzciciela. Pałac został  wybudowany na przełomie XVI i XVII wieku dla rodziny Radziwiłłów, jednym z właścicieli pałacu w owym czasie był kardynał i biskup Wileński Jerzy Radziwiłł, od którego wzięła się nazwa pałacu. Pałac był własnością Radziwiłłów przez ok. 300 lat, w XIX wieku stał się budynkiem rządowym. Uszkodzony w 1944 roku, nie został po II wojnie światowej odbudowany, w 1956 rozebrano pozostałości pałacu, budując w tym miejscu budynki mieszkalne.

## Historia
Od 1540 roku Mikołaj "Czarny" Radziwiłł wynajmował od kanoników wileńskich zespół budynków przy ulicy Zamkowej i Świętojańskiej, po biskupie kijowskim Janie Filipowiczu. W 1542 prawem kaduka wszedł w posiadanie sąsiadującej kamienicy Gasztołdów, budynki te nie zostały wówczas połączone, w kamienicy został zorganizowany zbór kalwiński. Po jego śmierci cześć po Filipowiczu odziedziczył Mikołaj Krzysztof "Sierotka" Radziwiłł, zaś tę po Gasztołdach przyszły kardynał Jerzy Radziwiłł, który po przejściu na katolicyzm, zlikwidował zbór, urządzając w kamienicy seminarium duchowne zarządzane przez jezuitów.
W 1586 kardynał stał się właścicielem obu części, w 1593 obie przekazał swojemu 2-letniemu bratankowi Albrechtowi Radziwiłłowi. Ok. 1600 roku cały kompleks został przebudowany, prawdopodobnie z inicjatywy matki Albrechta Anny z Kettlerów. Część po Gasztołdach stała się siedzibą Radziwiłłów, część po Filipowiczu była wynajmowana. Część pałacowa była okazałą, 2-kondygnacyjną budowlą reprezentacyjną z bramą od strony ulicy Świętojańskiej, z fasadą zwieńczoną attyką. W dziedzińcu znajdował się ogród, murowane budynki kuchni i stajni, a także drewniane galerie. Część pod wynajem, była dużo skromniejsza, drewniana lub murowano-drewniana.
Pałac został uszkodzony w wielkim pożarze Wilna w 1610 roku oraz w czasie okupacji moskiewskiej. W 1677 roku pałac stał się własnością linii nieświeskiej Radziwiłłów. Katarzyną z Sobieskich, wdowa po Michale Kazimierzu, dokonała przebudowy i remontu pałacu po 1687 roku. Wkrótce pałac przestał być właściwą siedzibą Radziwiłłów, gdyż ci zamieszkiwali przede wszystkim pałac wojewodziński przy ulicy Trockiej. Ponadto pałac był trawiony przez pożary w 1737 i 1748 roku, za każdym razem wymagał remontu. W 1777 roku w pałacu zmieszkała Teofila Konstancja Morawska, córka Michała Kazimierza "Rybeńko", która urządziła pałac według "najnowszych trendów" i umieściła w nim kolekcję sztuki i okazów historii naturalnej, które zebrała podróżując po Europie. Następnymi lokatorami pałacu byli brat Teofilii Konstancji Karol Stanisław "Panie Kochanku" Radziwiłł, a także jego syn Dominik Hieronim Radziwiłł.
Po tym ostatnim pałac odziedziczyła jego córka Stefania, żona Ludwika von Wittgensteina. Pałac służył głównie pod wynajem, wśród lokatorów byli pisarze Jan Czeczot i Tomasz Zan. W 1850 roku pałac zakupił rząd rosyjski na pomieszczenia poczty i telegrafu. Doszło wówczas do kompletnej przebudowy pałacu, z dodaniem trzeciego piętra i aranżacją fasady od strony ulicy Zamkowej.
Pałac został zniszczony w 1944 roku podczas niemiecko-sowieckich walk o miasto. W 1956 roku rozebrano pozostałości pałacu, z pozostawieniem jednotraktowego skrzydła wschodniego i piwnic. Na miejscu w 1979 roku stanął budynek mieszkalno-usługowy według projektu Aleksandrasa Lukšasa.